# Adam Burish
Adam Burish (ur. 6 stycznia 1983 w Madison) – amerykański hokeista.
Od lipca 2012 zawodnik San Jose Sharks, związany czteroletnim kontraktem.
Reprezentant USA. Uczestniczył w turnieju mistrzostw świata w 2008.

## Kariera zawodowa
- Madison Edgewood Prep (2000–2001)
- Green Bay Gamblers (2001–2002)
- Wisconsin Badgers (2002–2006)
- Norfolk Admirals (2006–2007)
- Chicago Blackhawks (2007–2008, 2008–2009, 2009–2010)
- Dallas Stars (2010–2011, 2011–2012)
- San Jose Sharks (2012–2013, od 2013)

## Sukcesy
Klubowe
- Puchar Stanleya: 2010 z Chicago Blackhawks